# Chrysoskalitissa
Chrysoskalitissa  (řecky: Μονή Χρυσοσκαλιτίσσης) je klášter pravoslavné církve nacházející se v Řecku na jihozápadním pobřeží ostrova Kréta v regionální jednotce Chania. Pravděpodobně pochází ze 17. století a tyčí se na skále vysoké 35 metrů a hledí na Libyjské moře.